# Юсуф бин Хасан
Юсуф бин Хасан (в крещении дом Жерониму Шингулия, порт. Dom Jeronimo Chingulia; ок. 1606 — ок. 1638) — султан Момбасы с 1626 по 1632 год, вождь восстания против португальских колонизаторов в Восточной Африке.

## Биография
Был сыном султана Малинди Хасана бин Ахмеда. Его отец, пытавшийся вести независимую от утвердившихся к этому времени в Восточной Африке португальцев политику и требовавший большей доли в доходах от торговли, в итоге вынужден был в 1614 году бежать вглубь континента, но был убит. Осиротевший Юсуф был отдан под присмотр августинцев, получил под их опекой образование в Гоа, был крещён как Жерониму Шингулия, женился на португалке и некоторое время служил в португальском флоте. В 1626 году (по другим данным, в 1623 году) он вернулся на родину, чтобы занять трон султана Момбасы. Португальцы рассчитывали получить в его лице марионеточного правителя и обращались с ним пренебрежительно. С презрением относился к новому султану и простой народ, продолжавший исповедовать ислам.
Несколько лет спустя слухи о том, что султан часто посещает могилу отца и втайне соблюдает мусульманские ритуалы, привели к тому, что было принято решение о его аресте. Узнав об этом, Жерониму решил упредить португальцев и 15 августа 1631 года, во время христианского праздника, явился в сопровождении свиты в господствовавший над побережьем Момбасы португальский форт Иисус, где заколол престарелого коменданта Педру Лейтана де Гамбоа. Гарнизон крепости был перебит сопровождавшими султана людьми, после чего тот прилюдно отрёкся от христианства и призвал соотечественников к восстанию. Всё португальское население Момбасы (80 взрослых и 70 детей) было перебито аборигенами, за исключением одного человека, согласившегося принять ислам.
Успешность попыток Юсуфа поднять всеобщее восстание оцениваются по-разному: если в англоязычном Африканском историко-биографическом словаре говорится, что он не сумел получить серьёзной поддержки, то в изданной в СССР монографии А. М. Хазанова утверждается, что восстание охватило «почти все восточноафриканское побережье от Малинди до Дар-эс-Салама». Хотя Юсуф объявил восстание «джихадом», на его стороне выступили многие местные вожди-язычники и даже христиане. В 1632 году в Африке высадился португальский экспедиционный корпус генерала Франсишку де Мора в количестве 800 человек, перед которым была поставлена задача подавить мятеж. Однако место высадки основных сил португальцев было выбрано неудачно, оказалось далеко от Момбасы, и солдаты перед броском к городу заночевали в близлежащем селении, дав войску Юсуфа время для контратаки. В бою были убиты 42 португальца и множество примкнувших к ним африканцев, а сам генерал был ранен (возможно также, что армии Момбасы удалось захватить пленных, на что указывает факт дальнейшей продажи большого числа рабов-христиан). Осада форта Иисус, продлившаяся с января по март 1632 года, оказалась безрезультатной, и португальцам пришлось снять её. Юсуф, однако, понимая, что те вернутся, приказал вырубить вокруг города все кокосовые пальмы и фруктовые деревья, собрал верных людей и покинул город на оставленных португальцами кораблях. Остальное население Момбасы, опасаясь репрессий со стороны португальцев, бежало в леса.
После поражения восстания Юсуф несколько лет пиратствовал у берегов Восточной Африки, совершая налёты на португальские владения, пока не был убит, по-видимому, в 1638 году, когда его корабль в Красном море был взят на абордаж другим пиратским судном. Момбаса же утратила даже формальную независимость, которой пользовалась до его восстания.